# Agonopterix nodiflorella
Agonopterix nodiflorella — вид метеликів родини плоских молей (Depressariidae).

## Поширення
Вид поширений в Південній Європі. Присутній у фауні України.

## Спосіб життя
Личинки живляться листям ферули звичайної (Ferula communis). Спершу вони мінують листя, склеротизуючи його, а гусениці старшого віку живуть між пряденими сегментами листя. Личинки трапляються з березня по квітень.